# Tour du Haut-Var 2006
Il Tour du Haut-Var 2006, trentottesima edizione della corsa e valida come evento dell'UCI Europe Tour 2006 categoria 1.1, fu disputata il 18 febbraio 2006, su un percorso di 181 km. Fu vinta dall'italiano Leonardo Bertagnolli, al traguardo con il tempo di 4h54'21" alla media di 37,71 km/h.
Al traguardo 68 ciclisti portarono a termine il percorso.

## Ordine d'arrivo (Top 10)
| Pos. | Corridore            | Squadra         | Tempo    |
| ---- | -------------------- | --------------- | -------- |
| 1    | Leonardo Bertagnolli | Cofidis         | 4h54'21" |
| 2    | Pietro Caucchioli    | Crédit Agricole | a 9"     |
| 3    | Jurgen Van De Walle  | Quick Step      | s.t.     |
| 4    | Nick Nuyens          | Quick Step      | a 56"    |
| 5    | Bert De Waele        | Landbouwkrediet | s.t.     |
| 6    | Dmitrij Fofonov      | Crédit Agricole | s.t.     |
| 7    | Freddy Bichot        | F. des Jeux     | s.t.     |
| 8    | Bram Tankink         | Quick Step      | a 58"    |
| 9    | Francesco Failli     | Liquigas        | a 1'17"  |
| 10   | Joost Posthuma       | Rabobank        | s.t.     |